# Гавайський тропічний ботанічний сад
Гавайський Тропічний Ботанічний Сад (англ. Hawaii Tropical Botanical Garden), заснований у 1977 р., (площа 6.9 гектарів) неприбутковий ботанічний сад та природний заповідник у містечку Папайкоу (англ. Pāpa'ikou), на острові Гаваї, в США. Папайкоу знаходиться за декілька кілометрів на північ від міста Хіло.
Сад містить понад 2 000 видів рослин, репрезентуючи більш ніж 125 родин) та 750 родів, з гарною колекцією пальм (майже 200 видів), Геліконієві (більш ніж 80 видів), та Бромелієві (більш ніж 80 видів). Деякі дерева манго та кокосові пальми мають вік більше ніж 100 років.
Цей ботанічний сад — єдиний тропічний ботанічний сад у США на березі океану.

## Галерея

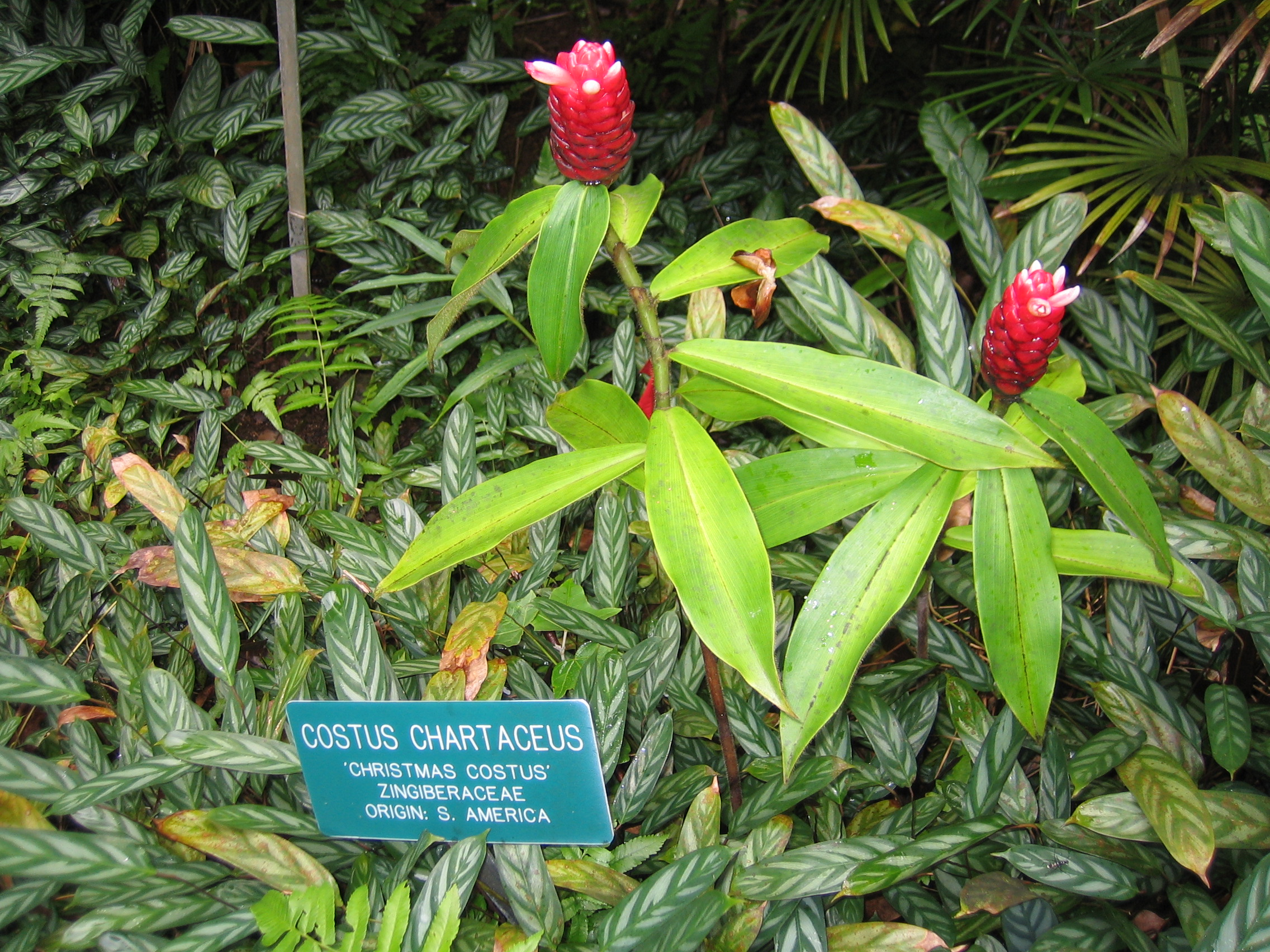
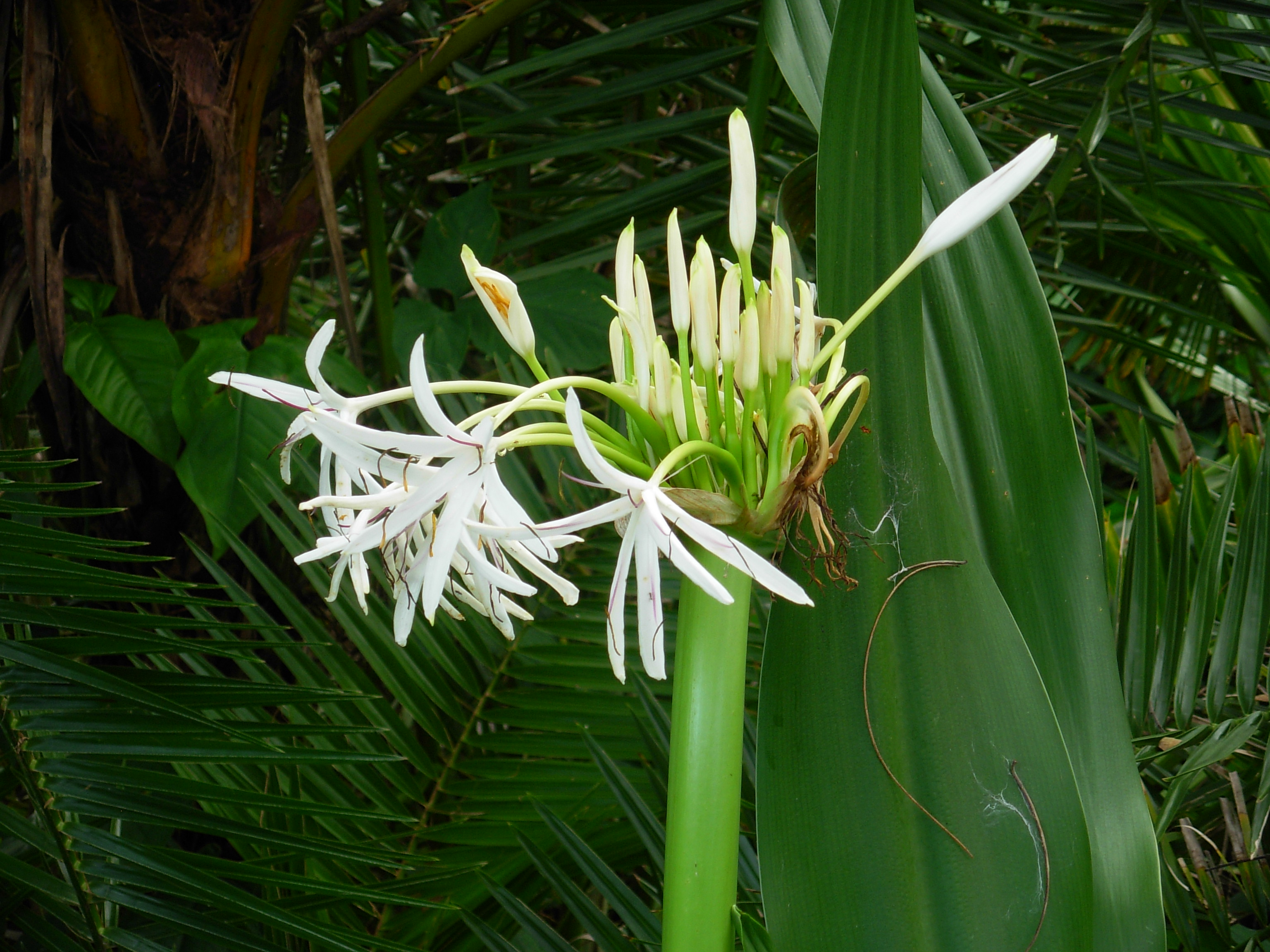
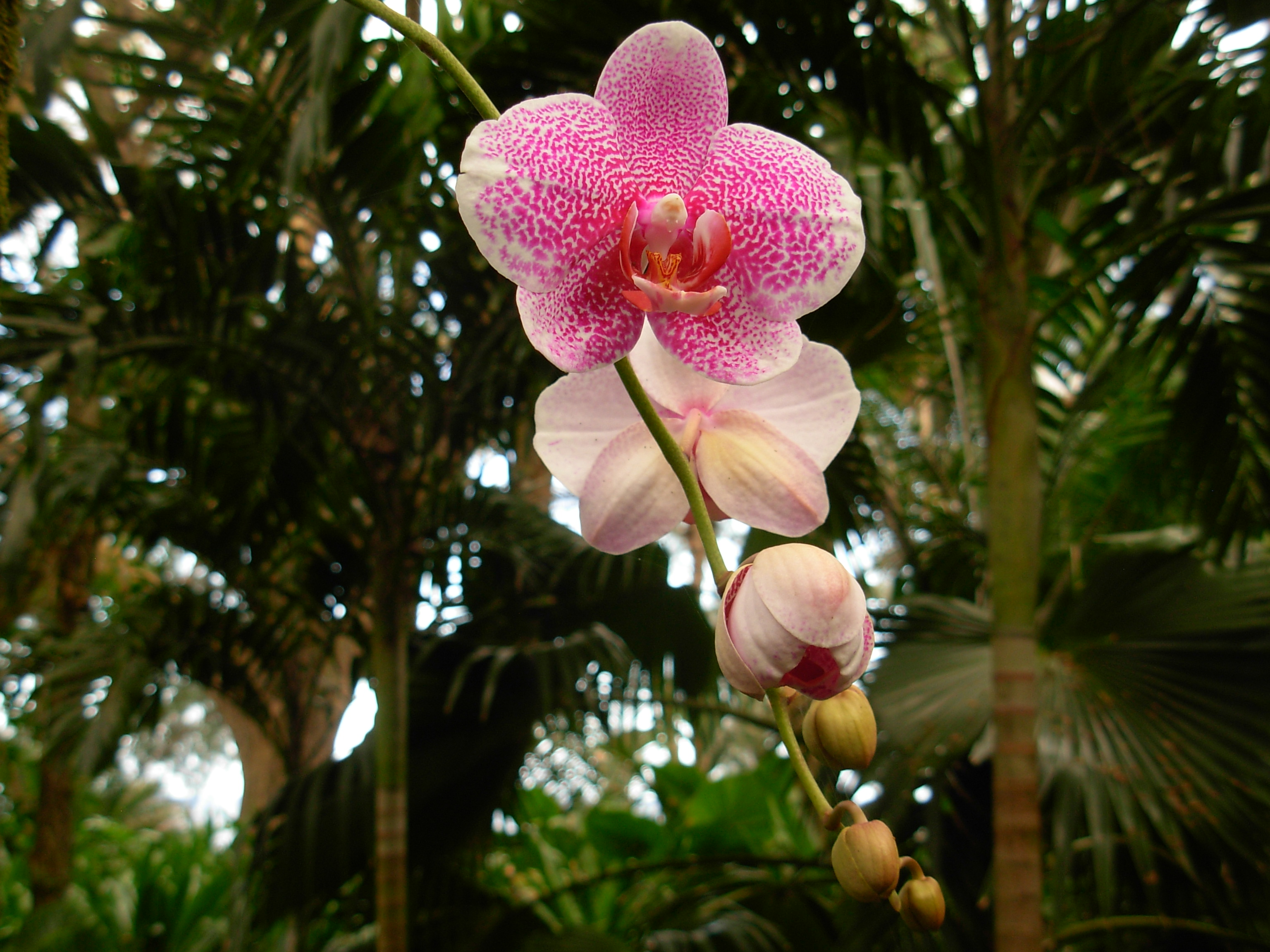
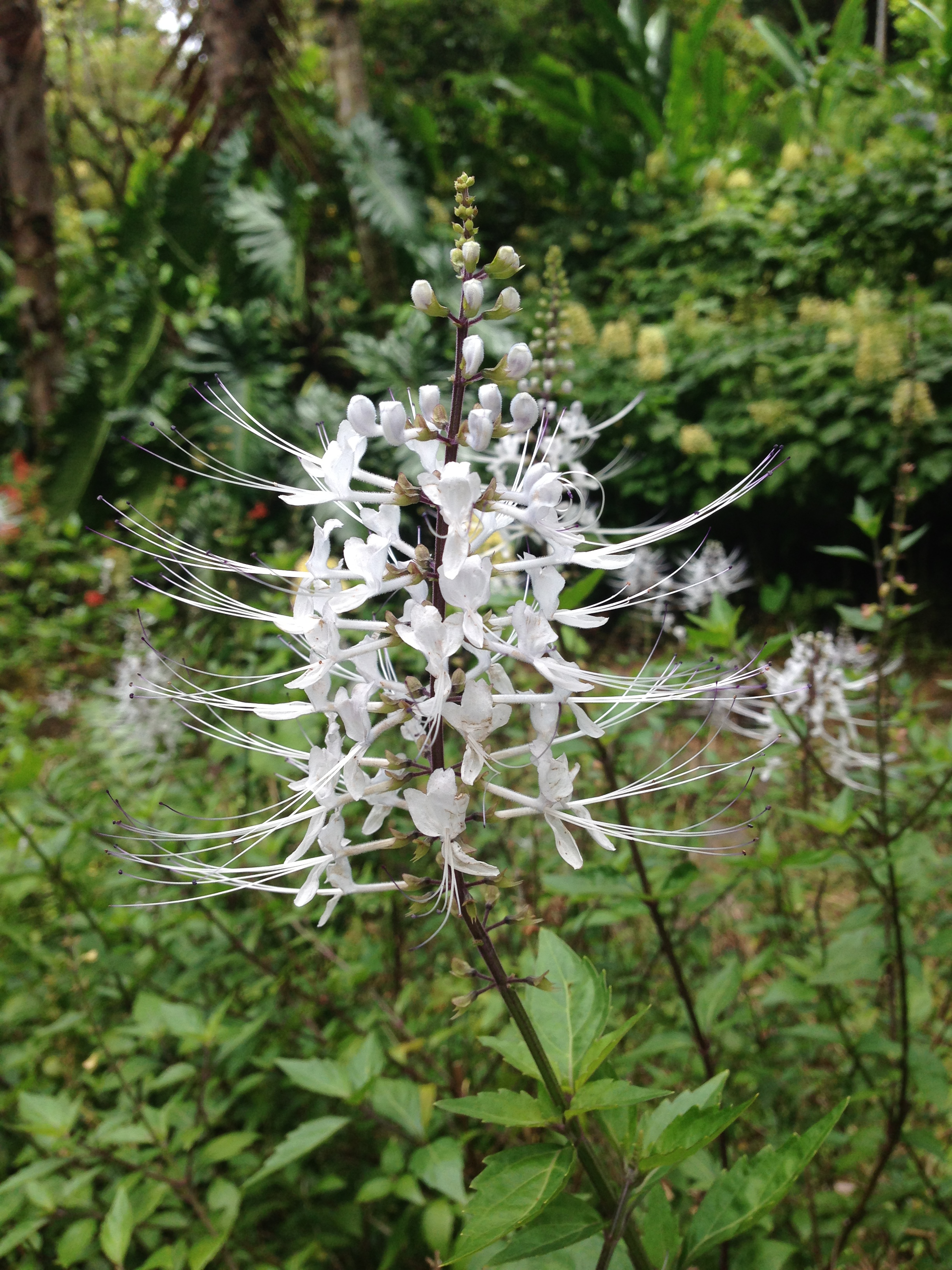
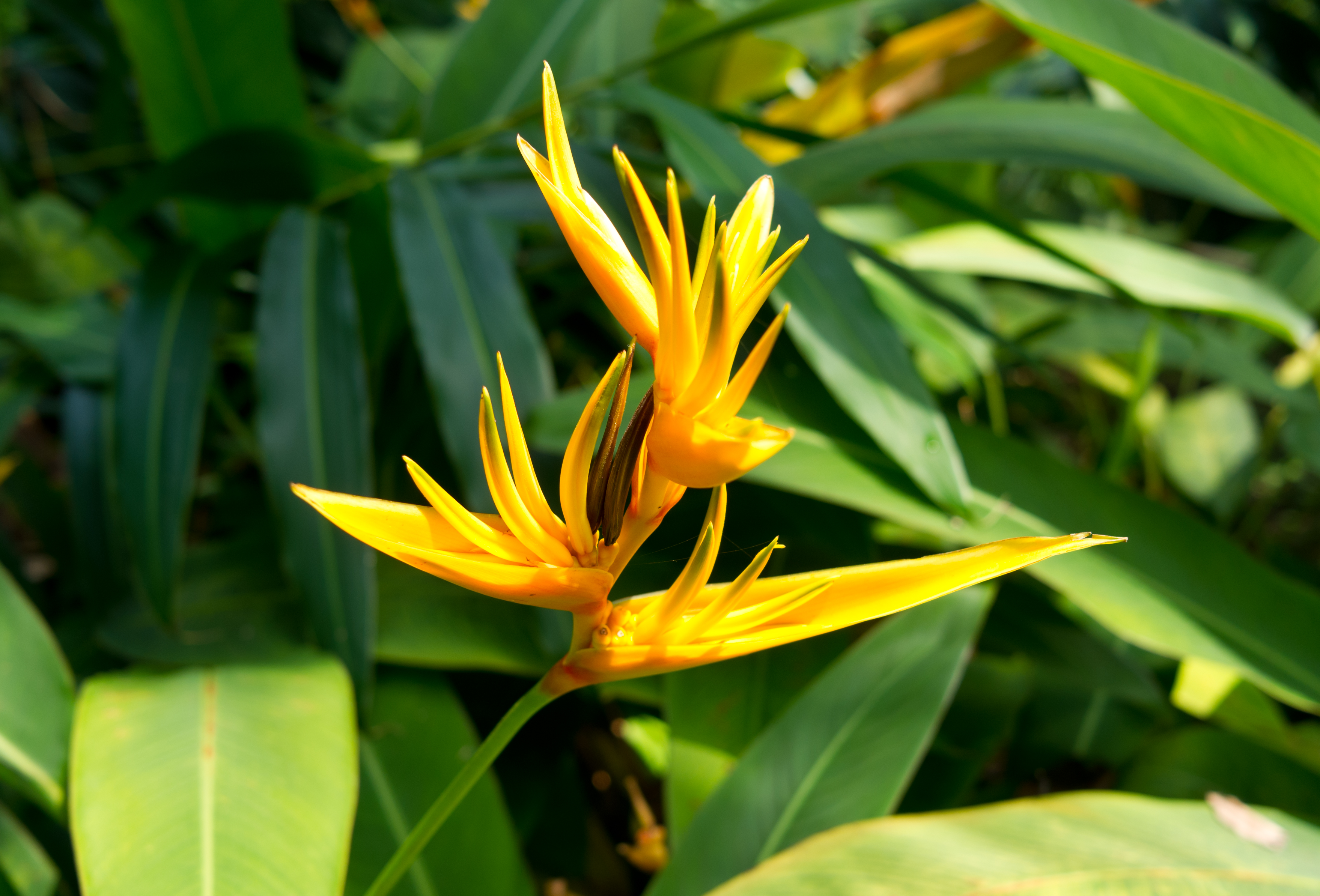
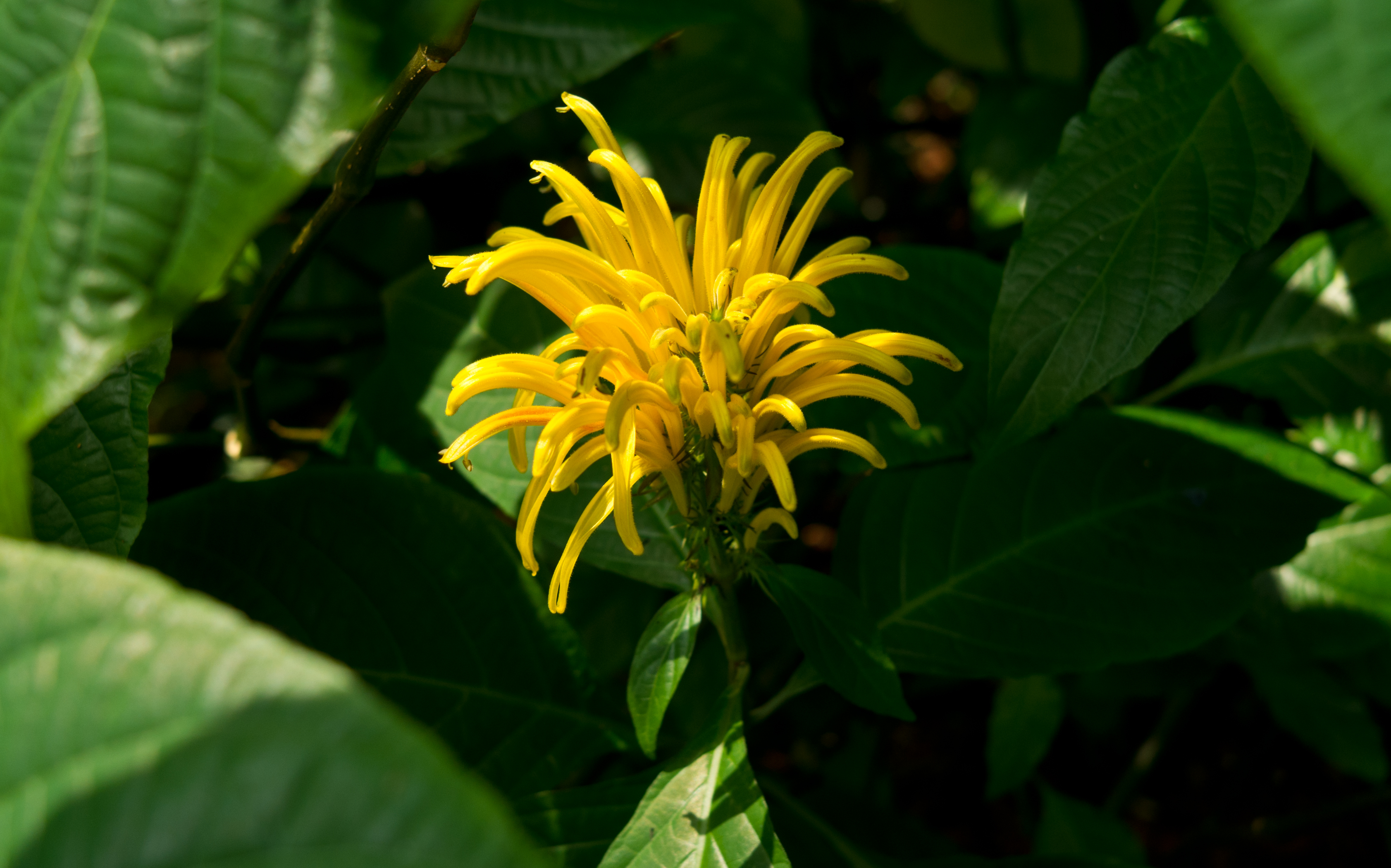
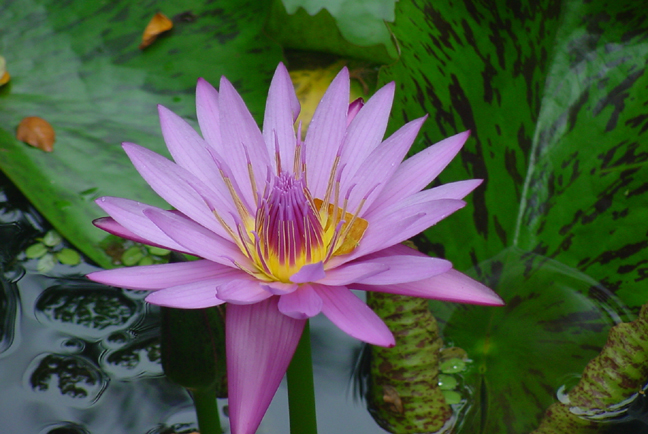